# АГС-17

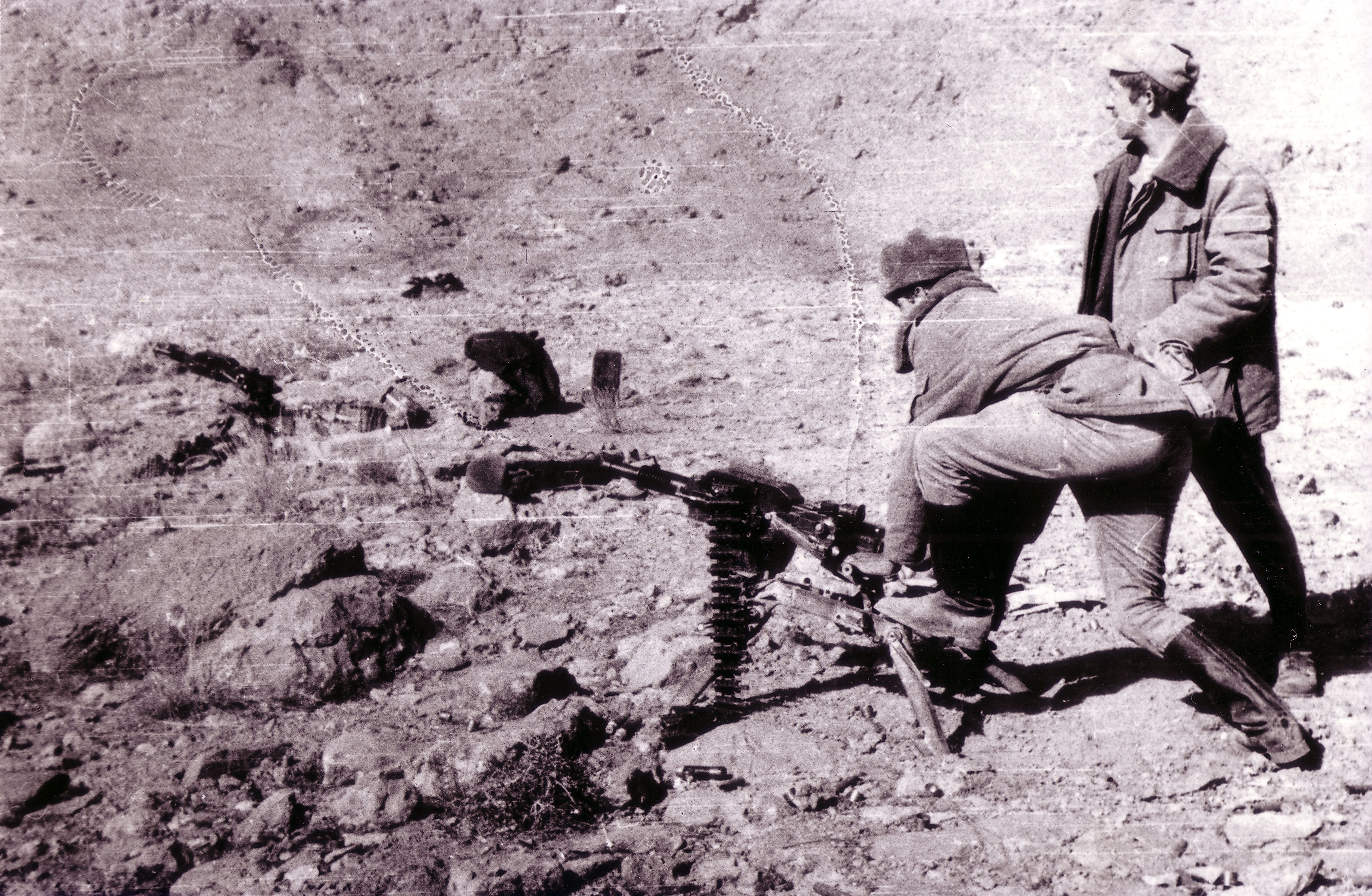
Обстріл з АГС-17 в Афганістані Іде так звана «обкатка» — обстріл свого прибулого з навчальних частин СРСР поповнення, яке перебуває в укритті, щоб новобранці звикли до бойової обстановки

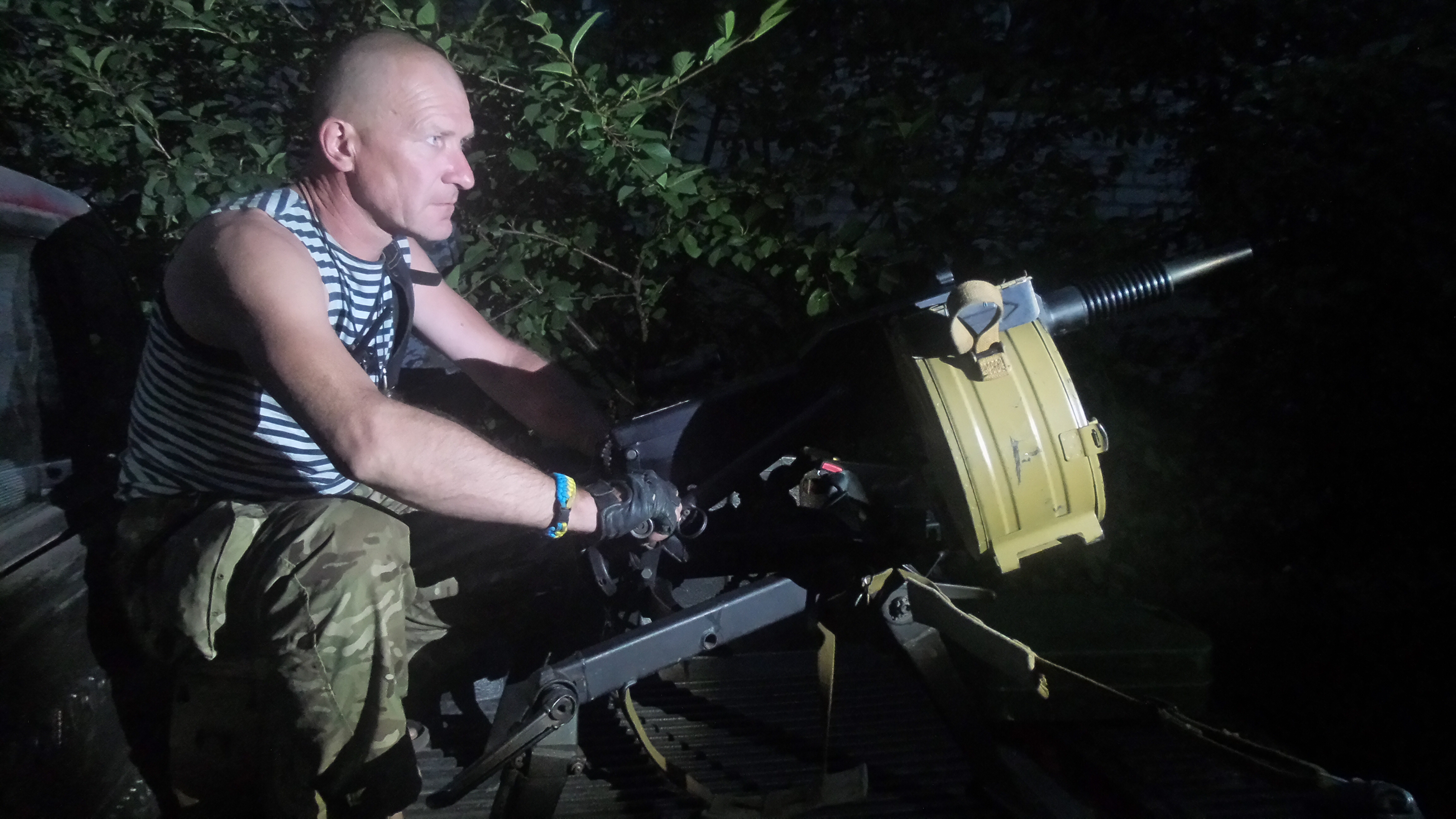
АГС-17 розміщений на транспорті

АГС-17 «Полум'я» (Індекс ГРАУ — 6 Г11, індекс гранатомета зі станком — 6 Г10) — 30-мм станковий автоматичний гранатомет, призначений для ураження живої сили та вогневих засобів супротивника, розташованих поза укриттям, у відкритих окопах (траншеях) та за природними складками місцевості (у виярках, ярах, на зворотних схилах висот).

## Історія
Розроблений колективом розробників у ОКБ-16 під кервництвом А. Ф. Корнякова (Неменш В. Я., Носов А Ф., Нудельман А. Е., Прянишников О. В., Пухов Ю. І., Ріхтер А. А. та ін.). Авторське свідоцтво № 44547 видане за заявкою № 993250 з пріоритетом від 5 квітня 1968 р. авторам винаходу і зареєстровано в Державному реєстрі винаходів СРСР 9 грудня 1968 р. Прийнятий на озброєння Радянської армії в 1971 році. 
Виробництво АГС-17 було розпочато на В'ятско-Полянському машинобудівному заводі «Молот».

## Конструкція
Стрільба ведеться зі станка-триноги САГ-17 (Індекс ГРАУ — 6 Т8). Для стрільби на великі відстані використовується призматичний оптичний приціл ПАГ-17 з 2,7-кратним збільшенням. У нічний час можливе підсвічування шкали прицілу.

## Характеристики
- Калібр: 30 мм.
- Постріл: ВОГ-17, ВОГ-17М, ВУС-17.
- Боєкомплект: 87 пострілів (3 коробки)

Маса:
- споряджений на станку — 45,5 кг
- тіло — 18 кг
- станок САГ-17 — 12 кг
- приціл ПАГ-17 — 1 кг
- споряджений магазин на 29 пострілів — 14,5 кг

- Довжина: 840 мм
- Довжина стволу: 305 мм

- Початкова швидкість гранати: 185 м/с
- Маса пострілу (ВОГ-17М): 0,36 кг
- Маса бойової частини (ВОГ-17М): 0,275 кг
- Ствольна енергія: 4791 J
- Режими вогню: безперервний/поодинокий (на ранніх версіях безперервний з вибором темпу стрільби)

- Радіус розльоту уламків (ВОГ-17М): 7 метрів
- Площа ураження (ВОГ-17М): 70 кв. метрів
- Темп стрільби: регульований, від 50-100 до 400 п/хв
- Прицільна дальність: 1700 м[1]

## Модифікації
- АГС-17 «Полум'я» (Індекс ГРАУ — 6 Г11, індекс гранатомета зі станком — 6 Г10) — базовий піхотний варіант на станку-тринозі САГ-17.

- АГ-17А (Індекс УВ ВПС — 9-А-800) — авіаційний варіант. Ствол АГ-17А має радіатор охолодження (при інтенсивнішому темпі стрільби). Оскільки при стрільбі з вертольота швидкість гранати збільшується, крок нарізів ствола зменшено з 715 мм до 600 мм. Також передбачено електроспуск, лічильник пострілів, темп стрільби збільшено до 420—500 постр./хв.
- КБА-117 — українська версія радянського АГ-17, встановлюється на бойові модулі бронетехніки.[2]
- КБА.117-02 — українська версія радянського АГС-17, «піхотний варіант» КБА-117 на станку.[3]

## Бойове застосування

### Російсько-українська війна

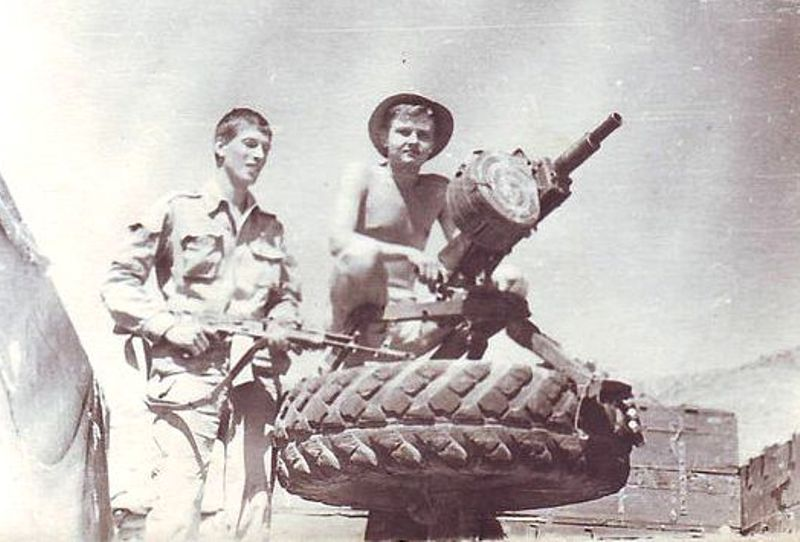
Стаціонарна вогнева позиція АГС-17. Для зручності в круговій обороні гранатомет закріпили на колесо заднього моста вантажного автомобіля ГАЗ-66.

Під час відбиття російського супротивника в 2022 році поблизу населеного пункту Димер на Київщині спецпризначенці ГУР МО України знищили колону Росгвардії. Залишені окупантами в розбитих машинах документи 748 окремого батальйону оперативного призначення Росгвардії (в/ч 6912, м. Хабаровськ) серед яких був атестат з переліком наявної в підрозділі зброї. В переліку було названо, зокрема, гранатомет АГС-17.

## Оператори

### Поточні
- Україна — також налагоджене виробництво власних версій — КБА-117 і КБА-117-02.[5]

- Росія[6]
- Білорусь[7]
- Польща[6]
- Афганістан[6]
- Ангола[6]
- В'єтнам
- Індія[6]
- Ірак[6]
- Іран — виробництво за ліцензією.[6][8]
- КНР — виробництво компанії Norinco.[6][8]
- Куба[6]
- Мозамбік[6]
- Нікарагуа[6]
- Північна Корея[9]
- Сербія — варіант M93.[6][10]
- Чад[6]
- Чорногорія — варіант M93.[6]

### Колишні
- СРСР
- Латвія — використовувався в 1990-х рр., замінений на HK GMG.[6]
- Фінляндія — прийняті на озброєння під назвою 30 KrKK AGS-17, замінені на HK GMG у 2005.[11]